# Dolken
Dolken är en svensk film från 1915 i regi av Mauritz Stiller.

## Handling
Herbert vaknar upp efter en kväll med för mycket alkohol och ser en död man med en kniv i bröstet ligga bredvid honom. Han tror att det är han som mördat mannen under ruset.

## Om filmen
Filmen premiärvisades i 16 februari 1916 på Paladsteatern i Köpenhamn Danmark eftersom den förbjöds att visas i Sverige av filmcensuren. Filmen spelades in vid Svenska Biografteaterns ateljé på Lidingö av Julius Jaenzon. Filmen eller dess manuskript finns inte bevarad.

## Rollista (i urval)
- Lili Bech – Julia
- Lars Hanson – Herbert
- Rasmus Rasmussen – Bernhard, kommerseråd, Julias far
- Bertil Junggren – Pouzer, fondmäklare
- William Larsson – Ledare för polisundersökningen
- Julius Hälsig – biträde på fondmäklare Pouzers kontor